# Wilhelm Siemer
Wilhelm Siemer (* 5. April 1904 in Berlin-Niederschönhausen; † 5. Juni 1991 in Jever) war ein deutscher Missionar und Pfarrer.

## Leben
Wilhelm Siemer war das vierte von sechs Geschwistern. Seine Jugend verbrachte er ab 1909 in Neuruppin, wohin die Familie verzogen war, weil der Vater eine Anstellung als Kanzlist beim königl. Landgericht erhalten hatte. Als Jugendlicher trat er dem Jugendbund für entschiedenes Christentum bei. Nach abgeschlossener kaufmännischer Ausbildung in Neuruppin, Ilsenburg und Bad Herzberg bewarb er sich in der Liebenzeller Mission und wurde zum Missionar ausgebildet.
Von 1930 bis 1938 wirkte er als Missionar auf Palau/Westkarolinen, das damals unter japanischer Verwaltung stand, und auf Yap.
Hier eignete er sich die einheimische Sprache an und missionierte erfolgreich.
In dieser Zeit sammelte er zahlreiche Zeugnisse der einheimischen Kultur und fertigte auf den Inseln Yap und Palau beeindruckende Fotografien der Lebensweise der Einwohner an. Viele Bilder aus dieser Zeit flossen in Werke von Hans-Otto Meissner ein.
Nach Ende seiner Missionstätigkeit war er als Pfarrer in Daubhausen und Greifenstein tätig. Noch im Ruhestand betätigte er sich als Krankenhausseelsorger.
| Personendaten    | Personendaten       |
| ---------------- | ------------------- |
| NAME             | Siemer, Wilhelm     |
| KURZBESCHREIBUNG | deutscher Missionar |
| GEBURTSDATUM     | 5. April 1904       |
| GEBURTSORT       | Berlin              |
| STERBEDATUM      | 5. Juni 1991        |
| STERBEORT        | Jever               |